# 黃紀 (嘉靖進士)
黃紀（1519年—？），字子陳，號梁山，江西撫州府臨川縣人，民籍，明朝政治人物。

## 生平
江西鄉試第八十八名舉人。嘉靖三十二年（1553年）中式癸丑科會試第七十名，三甲第二百零九名進士。刑部观政，授浙江海宁知县，起复补长垣县，三十八年九月选授浙江道試御史，三十九年三月實授，四十年巡按直隶。

## 家族
曾祖黃鼎遜；祖父黃玉琦；父黃鑰，母龔氏。具庆下。兄黄纲（生员）、弟黄统（生员）、黄綖。